# Bataille du Champ du Sang
Période intermédiaire post-Première croisade
Batailles
- Arsouf
- Mélitène
- Croisades de secours
- Ramla (1er)
- Ramla (2e)
- Tripoli
- Harran
- Artah
- Ramla (3e)
- Croisade norvégienne
- Sidon
- Champ du Sang
- Hab
- Azâz
- Ba'rin
- Shaizar
- Édesse

Nommée en latin Ager sanguinis, la bataille du Champ du Sang opposa le 28 juin 1119 les Croisés d'Antioche contre les Alépins dans la plaine de Sarmada (en), à mi-chemin entre les deux villes.

## Présentation
La bataille de l'Ager Sanguinis, ou «Champ du Sang», ou bataille de Sarmada, ou bataille de Balat, opposa la principauté croisée d'Antioche et le gouverneur Ortoqide d'Alep en 1119.
Le Turc Ortoqide Il-Ghazi se rend maître d’Alep et défait l’armée d’Antioche près d’Artah. Roger de Salerne est tué et le nombre des morts est si grand que le lieu de la bataille prend le nom d’ager sanguinis, Le « Champ du Sang » dans le latin des chroniqueurs de l'époque.

## Situation générale
Antioche et les autres États latins d'Orient étaient constamment en guerre contre les états musulmans du nord de la Syrie et de l'Irak, notamment Alep et Mossoul. La mort de Ridwan d'Alep en 1113 donna quelques années de calme à la région. Mais le Normand Roger de Salerne, régent d'Antioche pour le compte de Bohémond II, ne sut pas profiter de la mort de Ridwan.
En 1117, l'Ortoqide Il-Ghâzi devint Atabeg (gouverneur) d'Alep. En 1118, Roger captura la ville d'Azaz, ce qui exposa Alep aux attaques des chrétiens. Il-Ghâzi riposta en envahissant la principauté d'Antioche en 1119. Roger de Salerne fit alors appel au roi de Jérusalem Baudouin II et au comte Pons de Tripoli. L'expérience avait montré que le regroupement de toutes les forces franques (Jérusalem, Antioche, Tripoli et Edesse) permettait de repousser toutes les invasions musulmanes, et que les défaites précédentes étaient dues au fait qu'un des princes francs avaient voulu faire campagne contre les musulmans tout seul.
Roger de Salerne se dirigea vers le pont de Fer, sur l'Oronte, tout près de la citadelle d'Artah. Cette citadelle permettait, si l'on s'y installait, de surveiller Antioche et ses environs, et d'attendre l'arrivée du roi Baudouin II et de ses renforts. Mais les châtelains d'outre-Oronte, dont les bandes turcomanes dévastaient les terres, persuadèrent Roger d'entrer en campagne seul.
Roger de Salerne sortit donc d'Artah, malgré les supplications de Bernard de Valence, le patriarche latin d'Antioche, de rester à Artah et d'attendre l'arrivée de Baudouin II et de ses renforts. Mais Roger ne voulut pas attendre leur arrivée.

## Entrée en campagne
Roger et ses forces passèrent l'Oronte le 20 juin, pour s'installer à mi-chemin entre Antioche et Alep dans une plaine appelée Ager Sanguinis (le «Champ du Sang»), tout près du défilé de Sarmadda. Il-Ghâzi, pressé par ses émirs, marcha sur le château d'El-Atharib le vendredi 27 au matin. Lorsqu'un petit détachement commandé par Robert du Vieux-Pont voulut alors briser le siège, Il-Ghâzi fit semblant de battre en retraite, stratagème turc habituel qui marcha une fois de plus. Les gens de Robert s'élancèrent à sa poursuite, quittèrent le château et tombèrent dans l'embuscade.

## La bataille
Il-Ghâzi attendait aussi des renforts de Tughtekin, l'émir bouride de Damas, mais lui aussi se trouva fatigué d'attendre, aussi encercla-t-il le camp de Roger dans la nuit du 27-28 juin 1119. L'armée de Roger était forte d'environ 3 700 hommes d'après Guillaume de Tyr (700 chevaliers et 3 000 fantassins), dont des turcopoles formant 3 «batailles» commandées par Roger, Geoffroy le Moine et Guy Fresnel. Dès que les musulmans (dont le nombre n'est précisé par aucun chroniqueur mais possédant certainement une nette supériorité, situation habituelle lors des Croisades, peut-être autour de 40 000) arrivèrent, le cadi Abou El-Fadl Ibn El-Khachab, portant le turban de sa dignité mais brandissant une lance, caracola devant les combattants. Ils commencèrent par être stupéfaits d'être harangués par un lettré mais à la fin de sa prédication passionnée sur les devoirs et mérites des combattants de la guerre sainte, si l'on en croit Kamal Ed-Din, le chroniqueur contemporain d'Alep, ces massacreurs professionnels éclatèrent en larmes et coururent au combat. Le matin du 28 juin, l'armée normande engagea le combat avec avantage mais les Turcs reprirent vite le dessus. Robert de Saint-Lô et les turcopoles furent rejetés sur la ligne de Roger, qui fut disloquée. Durant la mêlée, Roger fut tué d'un coup d'épée en plein visage au pied de la grande croix ornée de pierres précieuses qui lui servait d'étendard. Le reste de l'armée fut complètement taillé en pièces: deux chevaliers seulement survécurent... L'un d'eux, Renaud Mazoir, se réfugia dans le château de Sarmada pour attendre le roi Baudouin mais fut plus tard pris par Il-Ghâzi. Parmi les autres prisonniers figura apparemment Gautier le Chancelier, qui plus tard raconta la bataille. Tel fut le massacre que plus tard on appela cette défaite Ager Sanguinis, en latin le «Champ du Sang».

## Conséquences
Les Alépins triomphent. Pourtant, Il-Ghâzi n'avance pas jusqu'à Antioche, qui, l'ignorant, se prépare à soutenir un siège et où le patriarche Bernard organise la défense tant bien que mal. Les Francs, qui se méfient des chrétiens syriens, arméniens et grecs habitant la ville, les désarment et leur interdisent de quitter leurs maisons. Mais Il-Ghâzi, occupé à célébrer sa victoire, ne songe pas à profiter de son avantage.
L’armée de Baudouin II de Jérusalem arrive alors à Antioche, écartant le danger. Il-Ghâzi est repoussé par Baudouin II et Pons le 14 août 1119 à la bataille de Hab et Baudouin s'attribue la régence d'Antioche. La défaite du Champ du Sang affaiblit considérablement Antioche qui subit de nombreuses attaques sarrasines durant la décennie suivante. Finalement, la principauté doit accepter la suzeraineté de l'Empire byzantin.
Les Latins rétablissent quelque peu leur situation face aux Musulmans de Syrie par leur victoire d'Azaz en 1125, 6 ans plus tard.
Le nom de «Champ du Sang» est peut-être une référence biblique faisant allusion au lopin acheté par Judas avec les 30 deniers gagnés en livrant le Christ. Les Actes des Apôtres racontent que Judas s'y pendit et qu'on nomma le lieu «acheldemach» en araméen, ce qui donne «ager sanguinis» dans la Vulgate latine.

## Sources primaires
- Gautier le Chancelier, Bella Antiochena
- Guillaume de Tyr, Historia